# Bałamutowo

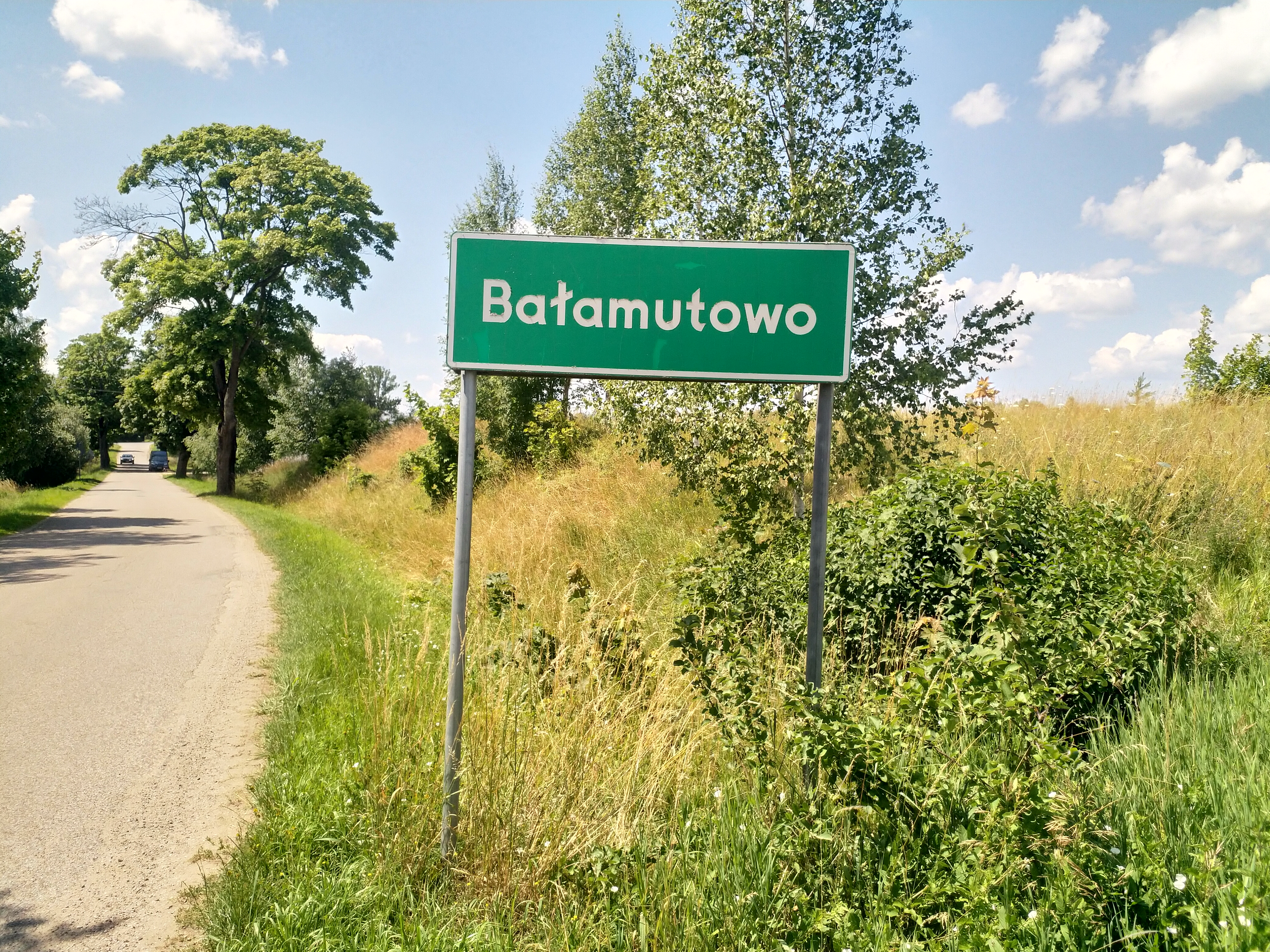
(2023)

Bałamutowo (deutsch Ballamutowen, 1934–1945 Giersfelde) ist ein Dorf in der polnischen Woiwodschaft Ermland-Masuren, das zur Gmina Stare Juchy (Landgemeinde (Alt) Jucha, 1938–1945 Fließdorf) im Powiat Ełcki (Kreis Lyck) gehört.

## Geographische Lage
Bałamutowo liegt in der östlichen Woiwodschaft Ermland-Masuren, elf Kilometer nordwestlich der Kreisstadt Ełk (deutsch Lyck).

## Geschichte
Das vor 1785 Matugowo, nach 1818 Balamutowen und bis 1934 Ballamutowen genannte Dorf wurde im Jahr 1548 gegründet. 1874 wurde es, eine eigenständige Landgemeinde bildend, in den Amtsbezirk Alt Jucha (polnisch Stare Juchy) eingegliedert, der – 1929 in „Amtsbezirk Jucha“, 1938 in „Amtsbezirk Fließdorf“ umbenannt – bis 1945 bestand und zum Kreis Lyck im Regierungsbezirk Gumbinnen (ab 1905 Regierungsbezirk Allenstein) in der preußischen Provinz Ostpreußen gehörte. Zwischen 1874 und 1945 war Ballamutowen auch in das Standesamt Jucha einbezogen.
Im Jahr 1910 zählte Ballamutowen 130 Einwohner, 1933 waren es 129. Aufgrund der Bestimmungen des Versailler Vertrags stimmte die Bevölkerung im Abstimmungsgebiet Allenstein, zu dem Ballamutowen gehörte, am 11. Juli 1920 über die weitere staatliche Zugehörigkeit zu Ostpreußen (und damit zu Deutschland) oder den Anschluss an Polen ab. In BAllamutowen stimmten 100 Einwohner für den Verbleib bei Ostpreußen, auf Polen entfielen keine Stimmen.
Am 29. Oktober 1934 wurde Ballamutowen in „Giersfelde“ umbenannt. Die Einwohnerzahl 1939 belief sich auf 111.
In Kriegsfolge kam Giersfelde 1945 mit dem gesamten südlichen Ostpreußen zu Polen und erhielt die polnische Namensform Bałamutowo. Heute ist das Dorf Sitz eines Schulzenamtes (polnisch Sołectwo) und somit eine Ortschaft im Verbund der Landgemeinde Stare Juchy (Alt Jucha, 1929–1938 Jucha, 1938–1945 Fließdorf) im Powiat Ełcki (Kreis Lyck), bis 1998 der Woiwodschaft Suwałki, seither der Woiwodschaft Ermland-Masuren zugehörig.

## Religionen
Bis 1945 war Ballamutowen in die evangelische Kirche Jucha (1938–1945 Fließdorf, polnisch Stare Juchy) in der Kirchenprovinz Ostpreußen der Evangelischen Kirche der Altpreußischen Union sowie in die römisch-katholische Kirche Lyck (polnisch Ełk) im Bistum Ermland eingepfarrt.
Die Katholiken in Bałamutowo gehören zur Pfarrei Stare Juchy im Bistum Ełk der Römisch-katholischen Kirche in Polen. Die evangelischen Kirchenglieder halten sich zur Kirchengemeinde in Ełk, einer Filialgemeinde der Pfarrei Pisz (deutsch Johannisburg) in der Diözese Masuren der Evangelisch-Augsburgischen Kirche in Polen.

## Verkehr
Bałamutowo ist verkehrsgünstig sowohl von der polnischen Landesstraße 65 (einstige deutsche Reichsstraße 132) bei Straduny (Stradaunen) als auch von der Woiwodschaftsstraße 656 bei Woszczele (Woszczellen, 1938–1945 Neumalken) zu erreichen. Eine Bahnanbindung besteht nicht.